# Satay

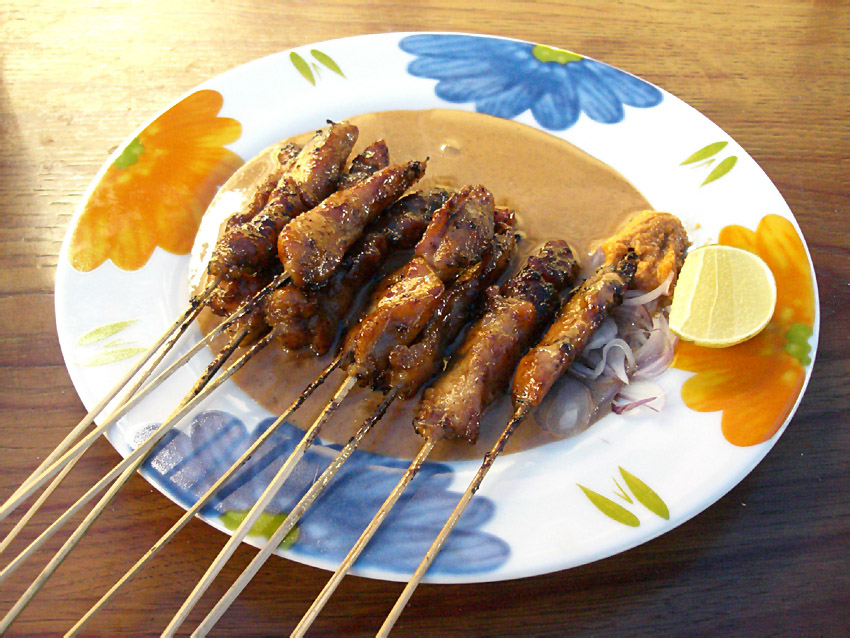
Satay

Satay (pisane też saté) – pochodzące z Jawy malajsko-indonezyjskie danie składające się z kawałków lub plastrów mięsa – kurczaka, jagnięciny, wołowiny, ryby itp. nadzianych na patyczki bambusowe, które później są marynowane w ostrych przyprawach, grillowane nad ogniskiem (z drewna lub węgla) i podawane z sosem orzechowym oraz kecap manis, słodkim sosem sojowym. Najczęściej serwowanymi dodatkami są ketupat i longtong, rzadziej również bawang goreng, czyli rodzaj prażonej cebuli.
Pochodzi z Indonezji i jest uważane w tym kraju za danie narodowe, popularne zarówno jako rodzaj street foodu, jak i jako pozycja w menu restauracji typu fine dining. Prawdopodobnie wywodzi się z Jawy lub Sumatry, ale jest bardzo popularne również w innych regionach Azji Południowo-Wschodniej, np. w Malezji, Singapurze, Brunei, na Filipinach, Sri Lance i Tajlandii, a także w Holandii na skutek posiadania przez to państwo licznych kolonii w tym regionie.
Ze względu na metodę obróbki danie można z powodzeniem przyrównać do japońskiego yakitori oraz do popularnych w Europie Środkowej i Wschodniej szaszłyków. Zbliżoną technikę stosuje się także podczas przyrządzania południowoafrykańskiego sosatie, chińskiego kǎoròu chuàn oraz tureckiego shish kebab, od którego prawdopodobnie wywodzi się to danie, przywiezione na wschód przez indyjskich i arabskich handlarzy w XVIII wieku.
Termin odnosi się również do samego sosu, z którym zwykło się podawać przyrządzone w ten sposób mięso. Satay może zatem oznaczać mieszankę sosu orzechowego i słodkiego sosu sojowego, charakterystyczną dla tego dania.